# Mieczysław Maciejak
Mieczysław Maciejak (ur. 1934  w powiecie kraśnickim, zm. 25 listopada 2017 w Warszawie) – polski dziennikarz, działacz na rzecz stosunków polsko-estońskich, wieloletni przewodniczący Stowarzyszenia Polska-Estonia. 

## Życiorys
Urodził się w rodzinie wielodzietnej na Lubelszczyźnie, jego ojciec był kolejarzem. W 1954 roku ukończył Liceum Ogólnokształcące w Kraśniku, następnie zaś podjął studia na Wydziale Dziennikarskim Uniwersytetu Warszawskiego. Po ukończeniu studiów został dziennikarzem prasy młodzieżowej oraz rolniczej. Pracował dla takich tytułów jak „Młody Rolnik”, „Zarzewie”, „Walka Młodych” oraz „Plon”. Działał jednocześnie w Związku Młodzieży Wiejskiej oraz Zjednoczonym Stronnictwie Ludowym. 
W okresie PRL związany m.in. z tygodnikiem „Przyjaźń”. Był działaczem Towarzystwa Przyjaźni Polsko-Radzieckiej, które po transformacji przekształciło się w Stowarzyszenie Współpracy Polska-Wschód. Mieczysław Maciejak stanął na czele Stowarzyszenia Polska-Estonia. Od 2016 roku był prezesem Towarzystwa Polsko-Estońskiego, nawiązującego swoją nazwą do organizacji działającej w okresie II Rzeczypospolitej. Aktywności na rzecz stosunków polsko-estońskich poświęcił ćwierć wieku, organizował m.in. wyjazdy studyjno-turystyczne do Tallinna oraz Tartu. Był kawalerem Orderu Krzyża Ziemi Maryjnej, został uhonorowany także nagrodą Fundacji POLCUL. 
Jest autorem publikacji poświęconej liceum w Kraśniku pod tytułem „Rocznik 1954 sześćdziesiąt lat później”. Był również autorem szeregu artykułów na temat Estonii. 
Żonaty z Tamarą, miał dwoje dzieci. Pasjonował się działkownictwem. Zginął tragicznie jesienią 2017 roku. Został pochowany na cmentarzu parafialnym w Węglinie. 